# Hưng Lộc, thành phố Nam Định
Hưng Lộc là một phường thuộc thành phố Nam Định, tỉnh Nam Định, Việt Nam.

## Địa lý
Phường Hưng Lộc có diện tích 9,97 km², dân số năm 2022 là 13.957 người, mật độ dân số đạt 1.399 người/km².

## Lịch sử
Sau năm 1945, xã Mỹ Hưng thuộc huyện Mỹ Lộc.
Ngày 21 tháng 4 năm 1965, Ủy ban Thường vụ Quốc hội ban hành Quyết định số 103-NQ-TVQH về việc thành lập tỉnh Nam Hà trên cơ sở tỉnh Hà Nam và tỉnh Nam Định. Khi đó, xã Mỹ Hưng thuộc huyện Mỹ Lộc, tỉnh Nam Hà.
Ngày 13 tháng 6 năm 1967, Hội đồng Chính phủ ban hành Quyết định số 76-CP về việc sáp nhập huyện Mỹ Lộc vào thành phố Nam Định. Khi đó, xã Mỹ Hưng thuộc thành phố Nam Định.
Ngày 27 tháng 12 năm 1975, Quốc hội ban hành Nghị quyết về việc thành lập tỉnh Hà Nam Ninh trên cơ sở tỉnh Nam Hà và tỉnh Ninh Bình. Khi đó, xã Mỹ Hưng thuộc thành phố Nam Định, tỉnh Hà Nam Ninh.
Ngày 27 tháng 4 năm 1977, Hội đồng Chính phủ ban hành Quyết định số 125-CP về việc sáp nhập xã Mỹ Hưng thuộc thành phố Nam Định vào huyện Bình Lục.
Ngày 26 tháng 12 năm 1991, Quốc hội ban hành Nghị quyết về việc chia tỉnh Hà Nam Ninh thành tỉnh Nam Hà và tỉnh Ninh Bình. Khi đó, xã Mỹ Hưng thuộc huyện Bình Lục, tỉnh Nam Hà.
Ngày 6 tháng 11 năm 1996, Quốc hội ban hành Nghị quyết về việc chia tỉnh Nam Hà thành tỉnh Nam Định và tỉnh Hà Nam. Khi đó, sáp nhập xã Mỹ Hưng thuộc huyện Bình Lục của tỉnh Hà Nam về thành phố Nam Định quản lý.
Ngày 26 tháng 2 năm 1997, Chính phủ ban hành Nghị định số 19-CP về việc chuyển xã Mỹ Hưng thuộc thành phố Nam Định về huyện Mỹ Lộc mới thành lập quản lý.
Ngày 14 tháng 11 năm 2003, Chính phủ ban hành Nghị định số 137/2003/NĐ-CP về việc thành lập thị trấn Mỹ Lộc – thị trấn huyện lỵ huyện Mỹ Lộc trên cơ sở 221,71 ha diện tích tự nhiên và 2.256 nhân khẩu của xã Mỹ Hưng; 177,14 ha diện tích tự nhiên và 1.587 nhân khẩu của xã Mỹ Thịnh; 70,32 ha diện tích tự nhiên và 517 nhân khẩu của xã Mỹ Thành.
Thị trấn Mỹ Lộc có 469,17 ha diện tích tự nhiên và 4.880 nhân khẩu.
Sau khi điều chỉnh địa giới hành chính, xã Mỹ Hưng còn lại 504,31 ha diện tích tự nhiên và 6.075 nhân khẩu.
Ngày 2 tháng 12 năm 2021, HĐND tỉnh Nam Định ban hành Nghị quyết số 63/2021/NQ-HĐND về việc:
1. Thị trấn Mỹ Lộc
- Thành lập tổ dân phố An Hưng trên cơ sở tổ dân phố An Hưng và tổ dân phố Hưng Lộc.
- Thành lập tổ dân phố Thịnh Mỹ trên cơ sở tổ dân phố Thịnh Lộc và tổ dân phố Mỹ Tục.
- Thành lập tổ dân phố Lê Xá trên cơ sở tổ dân phố Bắc Lê và tổ dân phố Nam Lê.
- Thành lập tổ dân phố Hào Thôn trên cơ sở tổ dân phố Hào Hưng và tổ dân phố Hào Quang.

2. Xã Mỹ Hưng
- Thành lập thôn Đoàn Kết trên cơ sở 3 xóm: 6, 9, 10.

Tính đến ngày 31/12/2022, thị trấn Mỹ Lộc có 4,72 km² diện tích tự nhiên và quy mô dân số là 5.886 người; xã Mỹ Hưng có 5,25 km² diện tích tự nhiên và quy mô dân số là 8.071 người.
Ngày 23 tháng 7 năm 2024, Ủy ban Thường vụ Quốc hội ban hành Nghị quyết số 1104/NQ-UBTVQH15 về việc sắp xếp đơn vị hành chính cấp huyện, cấp xã trên địa bàn tỉnh Nam Định (nghị quyết có hiệu lực từ ngày 1 tháng 9 năm 2024). Theo đó:
- Sáp nhập huyện Mỹ Lộc vào thành phố Nam Định.
- Thành lập phường Hưng Lộc thuộc thành phố Nam Định trên cơ sở toàn bộ 4,72 km² diện tích tự nhiên, quy mô dân số là 5.886 người của thị trấn Mỹ Lộc và toàn bộ 5,25 km² diện tích tự nhiên, quy mô dân số là 8.071 người của xã Mỹ Hưng.

Phường Hưng Lộc có 9,97 km² diện tích tự nhiên và quy mô dân số là 13.957 người.